# Svétlaia
Svétlaia (en rus: Светлая) és un poble (possiólok) del krai de Primórie, a l'Extrem Orient de Rússia, que el 2019 tenia 559 habitants.